# Cap d’Astarac
Cap d’Astarac község Franciaország Okcitánia régiójában, Gers megyében. Új községként 2025. január 1-jén jött létre négy korábbi község: Saint-Blancard, Sarcos, Monbardon és Cabas-Loumassès egyesítésével. Lakosainak száma 480 fő (2022. január 1.).

## Népesség
| 2021 | 509 |
| 2022 | 480 |